# Ярошовец-Олькуски
Ярошовец-Олькуски (пол. Jaroszowiec Olkuski) — пассажирская и грузовая железнодорожная станция в селе Ярошовец в гмине Ключе, в Малопольском воеводстве Польши. Бывшая промежуточная станция. Имеет 1 платформу и 2 пути.
Нынешнее название станция носит с 1968 года. Она была построена под названием «Рабштын» (польск. Rabsztyn) в 1885 году на линии Ивангородо-Домбровской железной дороги (Ивангород — Радом — Бзин — Сухеднев — Кельцы — Хенцины — Мехов — Вольбром — Олькуш — Славков — Домброва) с шириной русской колеи, когда город Вольбром был в составе Царства Польского. Теперь на участке Тунель — Вольбром — Олькуш — Буковно — Славков является линия Тунель — Сосновец-Главный.
Кроме того, с 1979 года здесь ведёт Польская ширококолейная металлургическая линия с шириной русской колеи.